# Olivia Schneider
Olivia Schneider (* 1996 bei Pirna, Sachsen) ist eine deutsche Influencerin, Künstlerin und Sozialarbeiterin. Sie bezeichnet sich selbst als „Ostfluencerin“ und wurde durch humorvolle Kurzvideos und Alltagsaufnahmen aus Ostdeutschland auf Instagram bekannt. Ihre Beiträge finden vor allem in den Medien und sozialen Netzwerken zunehmend Beachtung.

## Leben und Ausbildung
Olivia Schneider wuchs in der Sächsischen Schweiz auf und studierte zunächst Bildende Kunst an der Hochschule für Bildende Künste Dresden, wo sie ihr Diplom erwarb. Anschließend absolvierte sie ein Studium der Sozialen Arbeit an der TU Dresden. Ihre Bachelorarbeit behandelte die Arbeitslosigkeit in Ostdeutschland. Während ihres Kunststudiums war sie Mitbegründerin des studentischen Kollektivs „Polizeiklasse Dresden“, das sich kritisch mit dem sächsischen Polizeigesetz auseinandersetzte. Heute lebt und arbeitet sie in Dresden als Sozialarbeiterin, unter anderem mit psychisch erkrankten Menschen.

## Tätigkeit
Mit knapp 40.000 Followern präsentiert Schneider sich auf Instagram als „Ostfluencerin“, indem sie Videos aus dem ostdeutschen Alltag teilt – von skurrilen DDR-Rezepten bis zu landestypischen Orten.
- DDR‑Kochklassiker: Schneider adaptiert ikonische Rezepte aus historischen DDR‑Kochbüchern – vor allem „Wir kochen gut“[5] – in vegetarischer oder veganer Variante. Zu ihren bekanntesten Gerichten zählen etwa Bautz’ner Senf‑Eis, der „Würstchen‑Max“ im Aspik oder der sogenannte „Birnen‑Igel“. Diese ästhetisch aufbereiteten Beiträge können im Sinne der „Food Art“ verstanden werden: Sie inszenieren kulinarische Alltagsobjekte ostdeutscher Herkunft und reflektieren zugleich mit ironischem Unterton Fragen nach Erinnerungskultur, Konsumgeschichte und Identität.[6][7]
- Alltagsleben im Osten: Schneider dokumentiert typische ostdeutsche Orte wie Beton- oder Plattenbauten, kleine Eiscafés, Dorfkonsum oder ostdeutsche Waschbeton‑Flächen. Ihre Videos zeichnen ein ambivalentes Bild – zwischen trivialisierenden Versatzstücken und einer nostalgischen ästhetischen Reflexion mit kritischem Unterton.[8]
- Regionale Orte: Schneider nutzt Instagram gezielt, um regionale Besonderheiten des ostdeutschen Alltags hervorzuheben – etwa den Urzeitpark Sebnitz mit seinen nostalgischen Dinosaurierfiguren, typische Dorfkonsums oder kleine, individuell geführte Eiscafés wie in Nossen – stets mit einem ambivalenten, teils ironischen Blick auf Ostarchitektur und dörfliche Lebenswelten.[9] Gleichzeitig setzt sie sich für lokale Initiativen ein, die sich für eine offene, vielfältige Gesellschaft starkmachen: Sie würdigt und unterstützt bewusst alternative Kulturorte und subkulturelle Projekte im ländlichen Osten als Ausdruck zivilgesellschaftlichen Engagements.[10]

Im Juni 2025 beteiligte sich Olivia Schneider am #3000Garagen‑Festival in Chemnitz, das im Rahmen des Kulturhauptstadtjahrs stattfand. Zusammen mit lokalen Teilnehmern produzierte sie symbolisch „30 kg Senf“ für eine Stadtwette – ein partizipatives Kunstformat, das den Gemeinschaftsaspekt Chemnitzer Garagenkultur betonte.

## Wirkung
Schneider beschreibt ihre Motivation als bewussten Versuch, ostdeutsche Identität humorvoll und positiv zu besetzen – jenseits von DDR‑Nostalgie oder rechtspopulistischen Narrative. Sie hinterfragt Stereotype wie „rechts“ oder „rückständig“ und will ein vielfältiges Bild zeigen, das auch antifaschistische Initiativen und regionale Unterschiede einschließt.